# گئورگ سارگسیان (انقلابی)
گئورگ سارگسیان (ارمنی: Գևորգ Սարգսյան؛ زادهٔ ۱۸۸۷ - درگذشته ۱۹۳۷) یک سیاستمدار اهل ارمنستان که از تاریخ ۷ آوریل ۱۹۲۱ تا تاریخ ۲۶ آوریل ۱۹۲۱ سمت شهردار ایروان را برعهده داشت.

## زندگی‌نامه
در ۱۸۸۷ در باکو به دنیا آمد .  وی در ۱۹۳۷ در سن ۵۰ سالگی در ایروان درگذشت.